# 마히쉬마티

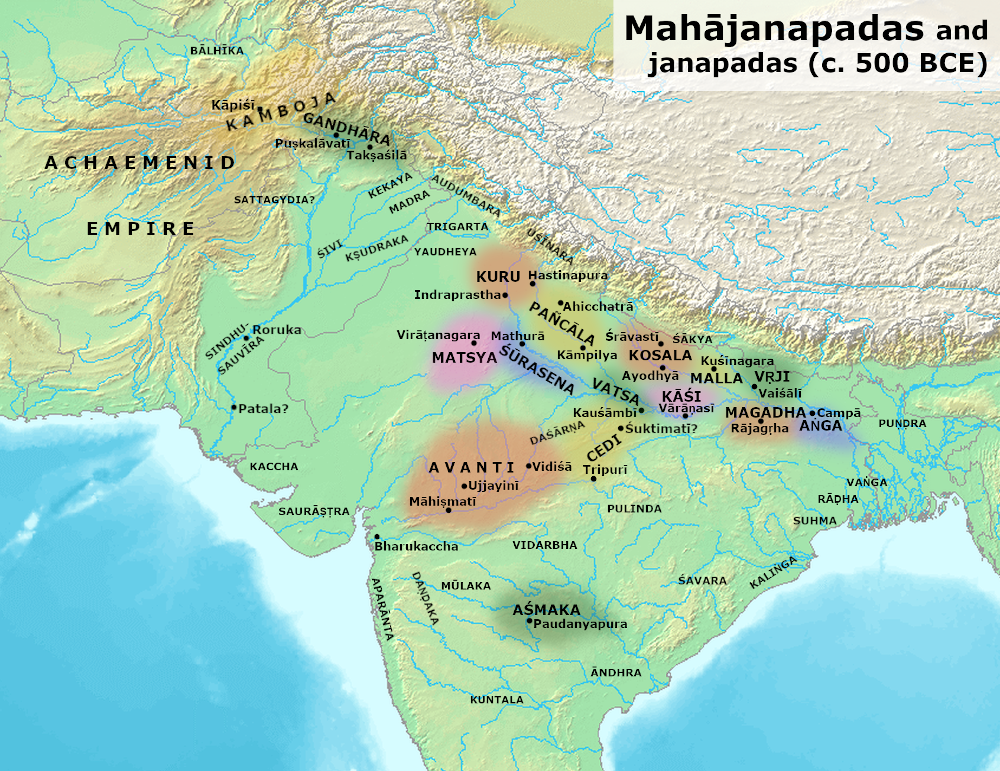
기원전 500년 십육대국 시대의 마히쉬마티.

마히쉬마티(산스크리트어: माहिष्मति)는 고대 도시이자 하이하야족의 수도였다. 현재 인도 중부 나르마다강 유역(마디아프라데시주)에 위치해 있었으나, 정확한 위치는 불확실하다. 파라마라 왕조의 비문에 따르면 이 도시는 13세기까지 번성했을 수도 있다.

## 식별
마히쉬마티의 위치에 대해 알려진 바는 다음과 같다.
- 나르마다강 강둑에 위치했다.[1]
- 숫타니파타에 따르면 우자이니 남쪽과 프라티슈타나 북쪽, 두 도시를 연결하는 길목에 있었다. 파탄잘리는 우자이니에서 출발한 여행자가 마히쉬마티에서 일출을 보았다고 언급한다.[2]
- 아반티 왕국에 위치했으며, 때로는 아반티 인근의 별도 왕국의 일부였다. 이 왕국의 수도는 잠시 우자이니로 대체되었다. 또한 아반티에서 분리된 아누파 왕국과 같은 다른 왕국들의 수도 역할도 했다.[2][3]
- 아반티는 빈디아 산맥에 의해 두 부분으로 나뉘었다. 우자이니는 북부에 위치했고, 마히쉬마티는 남부에 위치했다.[4]

나르마다강을 따라 위치한 마디아프라데시주의 여러 도시들이 고대 마히쉬마티라고 주장된다. 이 도시들은 다음과 같다.
만다타 또는 옴카레슈와르
F. E. 파르지터, 그리고 G. C. 멘디스 등은 마히쉬마티를 만다타섬(옴카레슈와르)과 동일시한다.
파르지터에 따르면, 라그후밤샤에 묘사된 마히쉬마티는 섬에 위치했음이 분명하다. 더욱이, 하리밤샤는 마히쉬마티의 창건자가 만다트리 왕의 아들인 무추쿤다라고 말한다.
1225년 파라마라 왕 데바팔라 (파라마라 왕조)의 비문이 만다타에서 발견되었다. 이 비문은 브라만들에게 마을을 하사한 기록으로, 왕이 마히쉬마티에 머물고 있을 때 하사했다고 명시되어 있다.
마헤슈와르
하스무크 디라지랄 산칼리아, 프라마타 나트 보스, 그리고 프랜시스 윌포드 등은 마히쉬마티를 현재의 마헤슈와르와 동일시한다.
파르지터는 마헤슈와르의 브라만 사제들이 그들의 도시를 영광스럽게 하기 위해 비슷한 이름이라는 이유로 고대 마히쉬마티라고 주장했다고 비판하며 이러한 동일시를 부정한다.
다른 오래된 견해
알렉산더 커닝엄, 존 페이스풀 플리트, 그리고 기리자 샨카르 아그라왈과 같은 작가들은 만들라를 고대 마히쉬마티의 위치로 식별했다. 그러나 이 견해는 현대 학자들에 의해 더 이상 정확하다고 여겨지지 않는다.
B. 루이스 라이스는 마히쉬마티를 구 마이소르주(현재의 카르나타카주)에 위치한 곳으로 식별했다. 그의 주장은 마하바라타에 근거했는데, 마하바라타는 사하데바가 마히쉬마티로 가는 길에 카베리강을 건넜다고 명시한다. 그러나 남부 카베리 외에 만다타 근처에서 나르마다강과 합류하는 더 작은 카베리강도 있다.

## 고대 문헌에서의 언급

### 산스크리트어 문헌
산스크리트어 서사시 라마야나는 라크샤사 왕국의 왕 라바나가 마히쉬마티를 공격한 것을 언급한다. 아누샤사나 파르바는 이크슈바쿠의 아들 다샤슈바가 마히쉬마티의 왕이었다고 명시한다. 또한 하이하야족의 왕 카르타비리야 아르주나가 수도 마히쉬마티에서 전 지구를 통치했다고 언급한다(13:52). 그는 파라슈라마에 의해 살해당했다.
마하바라타는 마히쉬마티를 아반티 왕국과는 다른 별도의 왕국의 일부로 언급한다. 사바 파르바(2:30)는 판다바의 장군 사하데바가 마히쉬마티를 공격하여 그 통치자 닐라를 물리쳤다고 명시한다. 마히쉬마티는 아그니가 왕의 딸과 결혼 관계를 맺었기 때문에 아그니에 의해 보호받았다. 아그니는 심지어 마히쉬마티의 미혼 여성들에게 평생 한 남편과만 살지 않고 자유롭게 돌아다닐 수 있는 자유를 부여했다. 마히쉬마티의 닐라 왕은 쿠루크셰트라 전쟁의 지도자로 언급되며, 비슈마에 의해 라티로 평가받았다. 그의 갑옷은 파란색이었다(Mbh 5:19,167).
하리밤사(33.1847)는 마히쉬마티의 창시자를 사한자의 아들이자 하이하야족을 통해 야두의 후손인 왕 마히슈만트라고 명명한다. 다른 곳에서는 이 도시의 창시자를 라마 (힌두교)의 조상인 무추쿤다라고 명명한다. 그는 리크샤 산맥에 마히쉬마티와 푸리카 도시를 건설했다고 명시한다.
라구밤사는 마히쉬마티가 레바강(나르마다강)에 위치했으며, 아누파 지방의 수도였다고 명시한다.
파드마 푸라나(VI.115)에 따르면, 이 도시는 마히샤라는 인물에 의해 세워졌다.
또 다른 기록에 따르면 카르타비리야 아르주나는 카르코타카 나아가에서 마히쉬마티 도시를 정복하여 자신의 요새 수도로 삼았다.

### 팔리어 문헌
불교 경전인 디가 니카야는 마히쉬마티를 아반티의 수도로 언급하는 반면, 앙굿따라 니카야는 우자이니가 아반티의 수도라고 명시한다. 마하-고빈다 숫딴따 또한 마히쉬마티를 아반티의 수도로 명시하며, 그 왕은 벳사부였다. 아반티의 수도가 우자이니에서 마히쉬마티로 일시적으로 이전되었을 가능성이 있다.
디파밤사는 마히사라고 불리는 영토를 언급하며, 이를 마히사-랏따("마히사 지방")라고 설명한다. 마하밤사는 이 지역을 만달라라고 묘사하며, 마히샤-만달라라고 부른다. 5세기 불교 학자 붓다고사는 이 영토를 라탐-마히삼, 마히샤카-만달라, 마히쉬마카 등 다양한 용어로 칭한다. 존 페이스풀 플리트는 마히쉬마티가 "마히샤"라고 불리는 부족의 이름을 따서 명명된 이 지역의 수도였다는 이론을 제시했다. 이는 마하바라타의 비슈마 파르바에서 남부 왕국(즉, 빈디아 산맥과 나르마다강 남쪽)으로 묘사되는 "마히샤카"와 동일한 것으로 보인다.
숫타니파타는 바바리의 제자들이 프라티슈타나에서 우자이니로 여행할 때 마히쉬마티가 경로상의 도시 중 하나였다고 명시한다. 산치의 비문은 마히쉬마티의 순례자들이 산치의 스투파를 방문했음을 언급한다.

## 금석문 기록
6세기와 7세기 동안 마히쉬마티는 칼라추리 왕조의 수도 역할을 했을 수 있다.
현대 남인도의 일부 11세기와 12세기 왕국의 통치자들은 하이하야족 혈통을 주장했다. 그들은 자신들의 주장된 기원지를 "도시 중 최고인 마히쉬마티의 군주"라는 칭호로 나타냈다.
마히쉬마티는 늦어도 13세기까지 번성했던 도시로 보인다. 파라마라 왕조의 왕 데바팔라의 1225년 비문에는 그가 마히쉬마티에 머물렀다고 언급되어 있다.

## 대중문화
S. S. 라자몰리 감독의 바후발리 시리즈는 이 도시의 이름을 딴 허구의 왕국을 배경으로 한다.